# Alekséi Chekunkov
Alekséi Olégovich Chekunkov (en ruso: Алексе́й Оле́гович Чекунко́в; Minsk, Unión Soviética, 3 de octubre de 1980) es un político ruso nacido en Bielorrusia que desde el 10 de noviembre de 2020 se desempeña como ministro de Desarrollo del Lejano Oriente y el Ártico. Anteriormente había trabajado como director general del Far East Development Fund desde el 25 de septiembre de 2014.

## Biografía
Alekséi Chekunkov nació el 3 de octubre de 1980 en Minsk, RSS de Bielorrusia (Unión Soviética), se graduó en la Facultad de Relaciones Económicas Internacionales del Instituto Estatal de Relaciones Internacionales de Moscú del Ministerio de Relaciones Exteriores, y posteriormente obtuvo una maestría en Administración Estatal y Municipal en la Universidad Federal del Extremo Oriente.
Entre 2001 y 2011, ocupó varios cargos ejecutivos en el sector de capital privado en Rusia. Gestionó grandes proyectos de organizaciones financieras internacionales y rusas (de empresas comoː Alrosa, Delta Private Equity, Alfa Group), principalmente en el Lejano Oriente, en la República de Sajá y en el Krai de Jabárovski.
De 2011 a 2013 participó en la creación y ocupó el cargo de director y miembro del Consejo de Administración y miembro del Comité de Inversiones del Fondo Ruso de Inversión Directa. En este puesto era responsable de las inversiones en atención médica, conservación de energía, el sector de recursos, así como de la creación del Fondo de Inversión rusochino junto con el fondo de inversión China Investment Corporation (CIC).
El 25 de septiembre de 2014, fue nombrado director general del Fondo de Desarrollo del Lejano Oriente y el Ártico. Puesto que ocupó hasta el 10 de noviembre de 2020 cuando el Presidente de Rusia, Vladímir Putin le nombró ministro de Desarrollo del Lejano Oriente y el Ártico de Rusia por medio de una Orden Ejecutiva Presidencia.
A lo largo de los años, se ha desempeñado de diversas formas como miembro de varios consejos de administración de algunas importantes empresas rusas, como la empresa estatal PJSC AK Alrosa (2015-2019), el consejo de administración de RusHydro entre otras.
Es miembro de la Comisión Gubernamental sobre el Desarrollo Social y Económico del Lejano Oriente y de la Comisión Estatal sobre el Desarrollo del Ártico.

## Vida familiar
Su padre, Aleh Chakunkov, sirvió en el servicio diplomático de Bielorrusia y fue embajador plenipotenciario de Bielorrusia en Vietnam de 1998 a 2001. Está casado y tiene dos hijos.